# Thalia Tran
Thalia Tran (* 20. Mai 2006 in Newport Beach) ist eine US-amerikanische Schauspielerin.

## Leben und Karriere
Tran wurde am 20. Mai 2006 in Newport Beach geboren. Als Kind nahm Tran Gesangsunterricht. Sie kann auch Klavier und Gitarre spielen. Ihr Debüt gab sie 2016 in der Serie Tiny Feminists. Anschließend bekam sie 2020 in Council of Dads eine Hauptrolle.
Außerdem war sie 2019 in dem Film Little zu sehen. Unter anderem war sie als Synchronsprecherin in Raya und der letzte Drache tätig. 2024 wurde Tran in der Netflixserie Avatar – Der Herr der Elemente als Mai besetzt.

## Filmografie
Filme
- 2019: Little
- 2021: Raya und der letzte Drache (Raya and the Last Dragon, Stimme)

Serien
- 2016: Tiny Feminists
- 2018: Hotel Du Loone
- 2020: Council of Dads
- 2020: Sydney to the Max
- 2024: Avatar – Der Herr der Elemente (Avatar: The Last Airbender)